# Herboristeria del Rei
La Herboristeria del Rei es una herboristería dedicada a la venta de plantas medicinales y productos naturales.
Abrió por primera vez en 1818 y en 1823 se trasladó a su última ubicación, en la calle del Vidre nº1 de Barcelona. Fue el primer herbolario de la ciudad y probablemente de Cataluña. Ha sido declarada Bien cultural de interés local.

## Historia

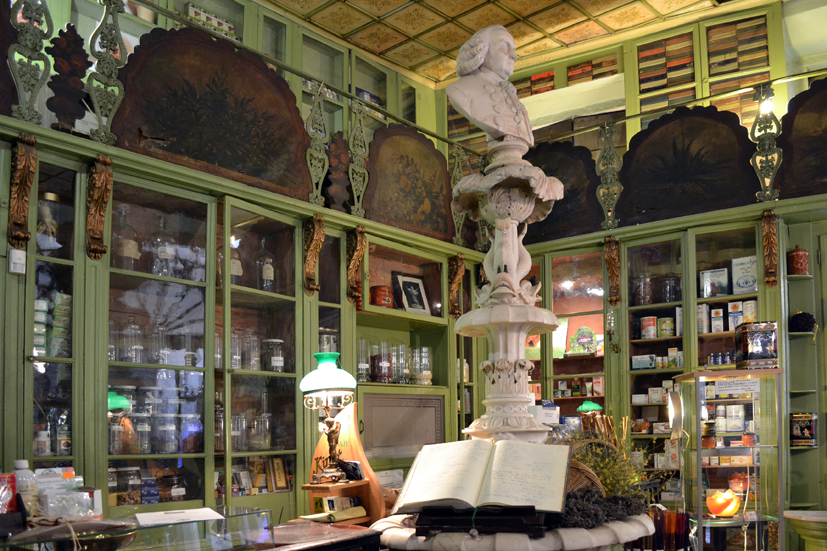

La tienda fue fundada por Josep Vilà en 1818. En 1857 Vilà fue nombrado herbolario de cámara de Isabel II, cambiando el nombre del establecimiento, y el local fue reformado por Francesc Soler i Rovirosa en un estilo isabelino. Esta reforma incluyó una fuente de mármol, que se encargó a los hermanos italianos Baratta Rossi, y un busto de Carlos Linneo.